# Richard Desmond (Eishockeyspieler)
Richard Joseph Desmond (* 2. März 1927 in Medford, Massachusetts; † 1. November 1990 in Los Angeles, Kalifornien) war ein US-amerikanischer Eishockeytorwart.  

## Karriere
Richard Desmond besuchte von 1945 bis 1949 das Dartmouth College, für dessen Eishockeymannschaft er parallel zu seinem Studium spielte. Dort konnte er sich für die Nationalmannschaft empfehlen. Im Jahr 1988 wurde er mit der Aufnahme in die United States Hockey Hall of Fame geehrt. 

### International
Für die USA nahm Desmond an den Olympischen Winterspielen 1952 in Oslo teil, bei denen er mit seiner Mannschaft die Silbermedaille gewann. Bei der Weltmeisterschaft 1950 gewann er mit den USA ebenfalls die Silbermedaille. 

## Erfolge und Auszeichnungen
- 1950 Silbermedaille bei der Weltmeisterschaft
- 1952 Silbermedaille bei den Olympischen Winterspielen
- 1988 Aufnahme in die United States Hockey Hall of Fame